# سكوباس
سكوباس ابن أريستاندر هو نحات يوناني من القرن الرابع قبل الميلاد ويعتبر من أعظم النحاتين الذين عرفتهم اليونان.
من المحتمل أن أصله من جزيرة باروس، وبالرغم من أنه مصنف كأثيني، وهو متماثل في ميله الفني مع براكسيتيليس، فقد كان فنانا عالميا، وعمل بشكل كبير في آسيا والبيلوبونيز. ومن الأعمال الموجودة المرتبطة باسمه ضريح موسولوس في هاليكارناسوس (بودروم التركية حاليا) المصنف من عجائب الدنيا السبع، ومعبد أثينا أليا في تيغيا. وفي حالة الضريح، فلا شك أن النحت يعود إلى مدرسته في النحت ولم يتأكد معرفة أي جزء كان من صنعه. ولكن هناك سبب جيد للاعتقاد بأن الأشكال القوصرية من تيجيا (البعض منها كان في أثينا، بينما البعض الآخر محفوظ في المتحف المحلي) هي من عمل سكوباس الخاص.
من المواضيع التي تم تصويرها في القوصرية كانت صيد الخنزير الكاليدوني والمعركة بين أخيل وتيليفوس. بقيت أربعة رؤوس في الصور وهي لهرقل وأتالانتا واثنين من المحاربين، أيضاً جزء من جسم أتالانتا ورأس الخنزير. لسوء الحظ كل هذه في حفظت في ظروف سيئة؛ لكنها أفضل دلائلنا على أسلوب سكوباس في النحت.
هناك رأس محارب بخوذته يمكن اعتباره أهمها بالنسبة إلينا. الرأس قوي جداً مع إطار عظمي هائل؛ والجبهة بارزة، العيون ثابتة ومظللة بشدة، والفم مفتوح قليلاً وملئ بالعاطفة. ويظهر منها أنه في الوقت الذي اقتربت فيه تصاميم سكوباس عموماً من براكسيتيليس، فقد اختلف عنه في تفضيل التعبير القوي والتركيز على الوضع والشعور. نصب المعبد في تيغيا بعد عام 395 قبل الميلاد، ويبدو أن الشخصية المتقدمة للمنحوتات تشير إلى تاريخ بعدها بعشرين سنة على الأقل.
حاول الباحثون تحديد أي المنحوتات الموجودة الآن في المتاحف تتبع سكوباس، وذلك من خلال مقارنة هذه الرؤوس، منها رؤوس هرقل وهرمس وأفروديت وملياغر وآخرون. ولكن من المجازفة نسب الأعمال التي صنعت في الأزمنة الرومانية. ذكر الكتاب القدماء قدرا كبيرا من المعلومات عن أعمال سكوباس. فقد صنع لأهل إليس تمثالا برونزيا لأفروديت تركب على عنزة (وقد نسخ على العملات المعدنية في إليس)؛ وكذلك نسب إليه تمثال المايناد في أثينا وهي تركض ورأسها مردود إلى الخلف، مع ولد ممزق بين يديها؛ وقد قام الدكتور غيورغ تروي بنشر نسخة محتملة في متحف ألبرتينوم في دريسدن. وصنف آخر له كان عن أبولو كزعيم للميوز، يغني على القيثارة.
أما الأكثر إتقاناً من أعماله كانت مجموعة عظيمة تمثل أخيل يحمل على البحر إلى جزيرة ليوكي من قبل أمه ثيتيس، مصحوبا بالنيريات يركبن على خيول البحر والدلافين وكائنات أخرى من البحر وكما يقول بليني «هي مجموعة كان يمكن أن تكون مميزة لو أنها العمل الوحيد من حياته.» ونحت أيضا تمثالا لأفروديت الذي نافس تمثال براكسيتيليس، وهي مجموعة آلهة الحب المجنحة التي ميزها بتسميتها الحب والشوق والرغبة، والعديد من الأعمال الأخرى.
قد يعتبر سكوباس أنه غيّر بشكل كامل نوعية النحت اليوناني بالاشتراك مع معاصريه براكسيتيليس وليسيبوس. وهم الذين بدأوا خطوط التطوير التي تتوجت في مدارس بيرغاموم ورودس ومدن عظيمة أخرى في اليونان لاحقا. وفي أغلب المتاحف الحديثة للفن القديم فإن تأثيرهم قد يظهر في ثلاثة أرباع الأعمال المعروضة. وفي عصر النهضة كان تأثيرهم بالذات هو الذي سيطر على الرسم الإيطالي ومن خلاله الفن الحديث.